# Campeonato Sub-19 femenino de la AFC de 2006
El Campeonato Sub-19 femenino de la AFC de 2006 fue la tercera edición del Campeonato Sub-19 femenino de la AFC. Se llevó a cabo del 8 de abril al 18 de mayo de 2006 en Kuala Lumpur, Malasia. Los tres primeros clasificados van al Copa Mundial Femenina de Fútbol Sub-20 de 2006.

## Clasificación
| Clasificados automáticamente - Corea del Sur - China - Corea del Norte - Malasia | Clasificados - Japón - Australia - India - Jordania |

## Fase de grupos

### Grupo A
| Equipo          | PJ | PG | PE | PP | GF | GC | Dif. | Pts. |
| --------------- | -- | -- | -- | -- | -- | -- | ---- | ---- |
| Japón           | 3  | 3  | 0  | 0  | 11 | 1  | +10  | 9    |
| Corea del Norte | 3  | 2  | 0  | 1  | 16 | 4  | +12  | 6    |
| Corea del Sur   | 3  | 1  | 0  | 2  | 13 | 4  | +9   | 3    |
| India           | 3  | 0  | 0  | 3  | 0  | 31 | -31  | 0    |

| 8 de abril de 2006 | Corea del Sur | 11-0 | India | Estadio KLFA, Kuala Lumpur, |  |
| 17:30              |               |      |       |                             |  |

| 8 de abril de 2006 | Corea del Norte | 0-3 | Japón | Estadio KLFA, Kuala Lumpur, |  |
| 19:45              |                 |     |       |                             |  |

| 10 de abril de 2006 | India | 0-14 | Corea del Norte | Estadio KLFA, Kuala Lumpur, |  |
| 17:30               |       |      |                 |                             |  |

| 10 de abril de 2006 | Japón | 2-1 | Corea del Sur | Estadio KLFA, Kuala Lumpur, |  |
| 19:45               |       |     |               |                             |  |

| 12 de abril de 2006 | Corea del Sur | 1-2 | Corea del Norte | Estadio KLFA, Kuala Lumpur, |  |
| 19:45               |               |     |                 |                             |  |

| 12 de abril de 2006 | India | 0-6 | Japón | Estadio Petaling Jaya, Petaling Jaya, |  |
| 19:45               |       |     |       |                                       |  |

### Grupo B
| Equipo    | PJ | PG | PE | PP | GF | GC | Dif. | Pts. |
| --------- | -- | -- | -- | -- | -- | -- | ---- | ---- |
| Australia | 3  | 3  | 0  | 0  | 24 | 0  | +24  | 9    |
| China     | 3  | 2  | 0  | 1  | 31 | 1  | +30  | 6    |
| Jordania  | 3  | 1  | 0  | 2  | 2  | 17 | -15  | 3    |
| Malasia   | 3  | 0  | 0  | 3  | 1  | 40 | -39  | 0    |

| 9 de abril de 2006 | China | 0-1 | Australia | Estadio KLFA, Kuala Lumpur, |  |
| 17:30              |       |     |           |                             |  |

| 9 de abril de 2006 | Malasia | 1-2 | Jordania | Estadio KLFA, Kuala Lumpur, |  |
| 19:45              |         |     |          |                             |  |

| 11 de abril de 2006 | Australia | 16-0 | Malasia | Estadio KLFA, Kuala Lumpur, |  |
| 17:30               |           |      |         |                             |  |

| 11 de abril de 2006 | Jordania | 0-9 | China | Estadio KLFA, Kuala Lumpur, |  |
| 19:45               |          |     |       |                             |  |

| 13 de abril de 2006 | China | 22-0 | Malasia | Estadio KLFA, Kuala Lumpur, |  |
| 19:45               |       |      |         |                             |  |

| 13 de abril de 2006 | Australia | 7-0 | Jordania | Estadio Petaling Jaya, Petaling Jaya, |  |
| 19:45               |           |     |          |                                       |  |

## Fase final

### Soporte
|  | Semifinales                                            | Semifinales                                            |   |                                                        | Final                                                  | Final |  |
|  |                                                        |                                                        |   |                                                        |                                                        |       |  |
|  |                                                        |                                                        |   |                                                        |                                                        |       |  |
|  | 15 de abril de 2006 - 17:00 Estadio KLFA, Kuala Lumpur |                                                        |   |                                                        |                                                        |       |  |
|  | Japón                                                  | 1 (3)                                                  |   |                                                        |                                                        |       |  |
|  | China                                                  | 1 (5)                                                  |   |                                                        |                                                        |       |  |
|  |                                                        |                                                        |   |                                                        |                                                        |       |  |
|  |                                                        |                                                        |   |                                                        | 18 de abril de 2006 - 17:00 Estadio KLFA, Kuala Lumpur |       |  |
|  |                                                        |                                                        |   |                                                        | China                                                  | 1     |  |
|  |                                                        | Corea del Norte                                        | 0 |                                                        |                                                        |       |  |
|  |                                                        |                                                        |   |                                                        |                                                        |       |  |
|  |                                                        |                                                        |   |                                                        |                                                        |       |  |
|  |                                                        |                                                        |   |                                                        | Tercer lugar                                           |       |  |
|  | 15 de abril de 2006 - 19:45 Estadio KLFA, Kuala Lumpur | 15 de abril de 2006 - 19:45 Estadio KLFA, Kuala Lumpur |   | 15 de abril de 2006 - 19:45 Estadio KLFA, Kuala Lumpur | 15 de abril de 2006 - 19:45 Estadio KLFA, Kuala Lumpur |       |  |
|  | Japón                                                  | 2                                                      |   | Japón                                                  | 2                                                      |       |  |
|  | Corea del Norte                                        | 4                                                      |   |                                                        | Australia                                              | 3     |  |

### Semifinales
| 15 de abril de 2006 | Japón | 1-1 (3-5 p.) | China | Estadio KLFA, Kuala Lumpur, |  |
| 17:00               |       |              |       |                             |  |

| 15 de abril de 2006 | Australia | 2-4 | Corea del Norte | Estadio KLFA, Kuala Lumpur, |  |
| 19:45               |           |     |                 |                             |  |

### Tercer lugar
| 18 de abril de 2006 | Japón | 2-3 | Australia | Estadio KLFA, Kuala Lumpur, |  |
| 17:00               |       |     |           |                             |  |

### Final
| 18 de abril de 2006 | China | 1-0 | Corea del Norte | Estadio KLFA, Kuala Lumpur, |  |
| 19:45               |       |     |                 |                             |  |